# Parrya australis
Parrya australis är en korsblommig växtart som beskrevs av Nikolai Vasilievich Pavlov. Parrya australis ingår i släktet Parrya och familjen korsblommiga växter. Inga underarter finns listade i Catalogue of Life.